# Al-Naft Sport Club (pallacanestro)
L' Al-Naft Sport Club (in arabo نادي النفط الرياضي‎?, "Club sportivo del Petrolio") è una società di pallacanestro irachena con sede nella città di Baghdad, facente parte della polisportiva dell'Al-Naft Sports Club, attiva in diverse discipline sportive tra cui il calcio; la squadra compete nella massima competizione nazionale, la Iraqi Basketball Premier League.
I colori sociali della squadra sono il verde scuro ed il nero; le partite casalinghe vengono giocate presso la Al-Shaab Hall, struttura situata nella capitale Baghdad, che può ospitare almeno 2.800 spettatori a sedere.

## Storia
La polisportiva dell'Al-Naft venne fondata nel 1979 su iniziativa del Ministero del Petrolio dell'Iraq, venendo registrata come società sportiva presso il Ministero dello Sport nel 1982. Dopo aver vinto il suo primo titolo nazionale della Iraqi Basketball Premier League nella stagione 1992-1993; l'Al-Naft dovette aspettare per ben ventiquattro stagioni prima di riuscire a conquistare nuovamente la vittoria del titolo, che arrivò al termine della stagione 2016-2017 dopo aver battuto l'Al-Shorta per 84-82 nella finale; da quel momento l'Al-Naft ha vinto sei edizioni consecutive della Iraqi Basketball Premier League, fino all'edizione 2022-2023, battendo in ogni occasione sempre l'Al-Shorta nelle finali per il titolo.
La squadra nella stagione 2022-2023 ha fatto il proprio esordio nella neonata competizione della FIBA West Asia Super League, partecipazione che è stata rinnovata anche per la seconda stagione della competizione, la 2023-2024.

## Palmarès

### Competizioni nazionali
Iraqi Basketball Premier League
- Campione (7): 1992–93, 2016–17, 2017–18, 2018–19, 2020–21, 2021–22, 2022–23

Iraqi Basketball Perseverance Cup
- Campione (5): 2017, 2019, 2021, 2023, 2024

## Roster attuale
Il roster per la stagione 2023-2024 
|    | Naz.                   | Ruolo | Sportivo                     | Anno | Alt. | Peso |  |
| -- | ---------------------- | ----- | ---------------------------- | ---- | ---- | ---- |  |
| 4  | Iraq (bandiera)        | PG    | Karrar Hamzah                | 1991 | 188  | 84   |  |
| 5  | Iraq (bandiera)        | G     | Latif Naji                   | 2004 | 195  | 89   |  |
| 7  | Iraq (bandiera)        | G     | Jassim Mohammed Jab Al-Saadi | 1995 | 191  | 89   |  |
| 8  | Iraq (bandiera)        | G     | Ahmed Al-Qaysi               | 1994 | 183  | 77   |  |
| 11 | Iraq (bandiera)        | AG    | Hayder Aldiwani              | 1991 | 200  | 101  |  |
| 13 | Iraq (bandiera)        | C     | Ali Hameed                   | 1984 | 209  | 106  |  |
| 15 | Iraq (bandiera)        | AP    | Mohammed Nahi                | 2000 | 180  | 80   |  |
| 25 | Stati Uniti (bandiera) | AP    | Shane Gibson                 | 1990 | 188  | 85   |  |
| 30 | Stati Uniti (bandiera) | AG    | Antwaine Wiggins             | 1988 | 201  | 84   |  |
| 34 | Iraq (bandiera)        | C     | Abbas Al-Draisawi            | 1998 | 188  | 80   |  |

### Staff tecnico
| Ruolo           | Nome           |
| --------------- | -------------- |
| Capo Allenatore | Khalid Dervish |
| Assistente      | Thaer Al-Lami  |